# روز جهانی زبان رومانی

روز جهانی زبان رومانی (انگلیسی: World Day of Romani Language) به منظور ترویج زبان رومانی، فرهنگ رومانی و آموزش آن است. این روز هر ساله در ۵ نوامبر از سال ۲۰۰۹ برگزار می‌شود. پارلمان کرواسی این روز را به‌طور رسمی در سال ۲۰۱۲ به رسمیت شناخت. و یونسکو در سال ۲۰۱۵، ۵ نوامبر را روز جهانی زبان رومانی اعلام کرد. تا سال ۲۰۱۸، ۱۶ کشور عضو شورای اروپا زبان رومانی را به عنوان زبان اقلیت طبق منشور اروپایی زبان‌های محلی یا اقلیت به رسمیت شناختند.

## منشأ
در ۵ نوامبر ۲۰۰۸ در زاگرب، کرواسی، در جریان معرفی اولین فرهنگ لغت رومانی-کرواسی و کرواسی-رومانی که توسط عالم و سیاستمدار رومانی، ولجکو کایتاژی نوشته شده بود، نمایندگان جامعه رومانی از سرتاسر جهان و اعضای زندگی عمومی کرواسی منشوری را امضا کردند که ۵ نوامبر را به عنوان روز زبان رومانی در جمهوری کرواسی اعلام کرد. امضای این منشور توسط ولجکو کایتاژی و انجمن کرواسی برای آموزش مردم رومانی "کالی سارا" (که امروزه با نام اتحادیه رومانی‌های کرواسی "کالی سارا") آغاز و سازماندهی شد و حدود ۱۵۰ نفر این منشور را امضا کردند.

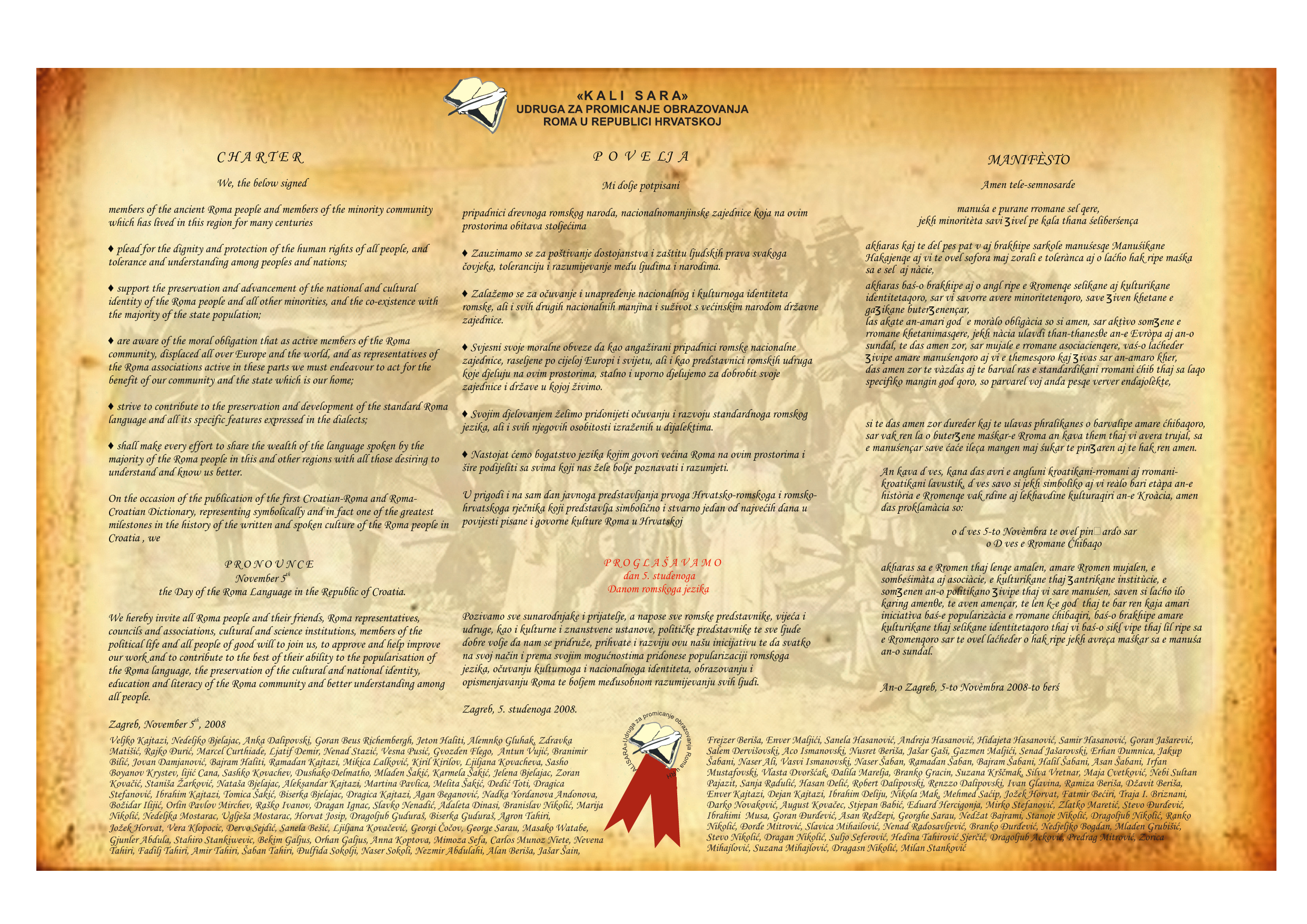
منشوری که ۵ نوامبر را روز زبان رومانی در جمهوری کرواسی اعلام می‌کند (۵ نوامبر ۲۰۰۸، زاگرب، کرواسی)

در سال ۲۰۰۹ در همایش جهانی استانداردسازی و کدگذاری زبان رومانی که از ۳ تا ۵ نوامبر ۲۰۰۹ در زاگرب، کرواسی برگزار شد، اتحادیه رومانی جهانی و انجمن کرواسی برای آموزش مردم رومانی "کالی ساراً اعلامیه‌ای صادر کردند که خواستار به رسمیت شناختن ۵ نوامبر به عنوان روز جهانی زبان رومانی در تمامی کشورهایی که مردم رومانی در آن زندگی می‌کنند بودند. این مناسبت همچنین اولین جشن رسمی این تاریخ را به همراه داشت.

## پذیرش جهانی
پارلمان کرواسی به‌طور یکپارچه (۱۲۲ رأی موافق) درخواست اعضای خود را برای حمایت از ابتکار بین‌المللی برای نامگذاری ۵ نوامبر به عنوان روز جهانی زبان رومانی در جلسه‌ای که در ۲۵ مه ۲۰۱۲ برگزار شد، پذیرفت. این پارلمان اولین پارلمان در جهان بود که این کار را انجام داد و از دیگر پارلمان‌های ملی، نهادها و سازمان‌های بین‌المللی و همچنین از تمامی مردم نیکوکار در سراسر جهان خواست تا به این ابتکار بپیوندند.
به درخواست جمهوری کرواسی، یونسکو در سال ۲۰۱۵، ۵ نوامبر را روز جهانی زبان رومانی اعلام کرد.